# Nerpa bajkalska
Nerpa bajkalska, foka bajkalska (Pusa sibirica) – gatunek drapieżnego ssaka z rodziny fokowatych (Phocidae).

## Taksonomia
Gatunek po raz pierwszy zgodnie z zasadami nazewnictwa binominalnego opisał w 1788 roku niemiecki przyrodnik Johann Friedrich Gmelin nadając mu nazwę Phoca vitulina γ. sibirica. Holotyp pochodził z jezior Bajkał i Oron.
Autorzy Illustrated Checklist of the Mammals of the World uznają ten gatunek za monotypowy.

### Etymologia
- Pusa: według Houttuyna[11] i Müllera[12] jest to po prostu grenlandzkie słowo oznaczające fokę. Scopoli najwyraźniej zaczerpnął tę nazwę od Andersona, która to według Fabriciusa została niepoprawnie przeliterowana jako Pusa. Fabricus podaje nazwę Puirse jako jedno z grenlandzkich nazw nerpy[13].
- sibirica: nowołac. Sibiricus „syberyjski”, od Sibiria „Syberia”, od Sibir „dawny chanat tatarski z zachodniej Syberii, na zachód od Jeniseju”[14].

## Zasięg występowania
Nerpa bajkalska występuje endemicznie w jeziorze Bajkał w południowej Syberii, w Rosji.

## Morfologia
Długość ciała samic 120–130 cm, samców 130–145 cm; masa ciała 50–90 kg (pojedyncze samce osiągają masę ciała powyżej 100 kg). Noworodki osiągają długość 60–65 cm i ciężar około 4 kg. Futro na grzbiecie jest szarobrunatne, reszta ciała jaśniejsza.

## Ekologia
Odżywia się rybami, głównie tymi z rodzaju Comephorus i Leocottus kesslerii, przy czym sumaryczny udział obu gatunków gołomianki w diecie foki sięga 90%.
Rozmnaża się na krach lodowych w okresie od końca lutego do marca. Gody trwają od schyłku lutego do początku maja. Ciąża trwa 11 miesięcy. Młode są całkowicie białe, po 6 tygodniach ich futro ciemnieje. Okres karmienia trwa od 1,5 do 3 miesięcy. Dojrzałość płciową samice osiągają w wieku 4–6 lat, a samce rok do dwóch lat później. Rosną do 19 roku życia, a żyją do 56 lat, choć blisko 80% populacji stanowią osobniki do 9 lat włącznie. W populacji przeważają samice (58%). Może pływać z prędkością do 20 km/h, płynąc pod wodą musi się wynurzać co 20–25 minut.

## Status zagrożenia i ochrona
W Czerwonej księdze gatunków zagrożonych Międzynarodowej Unii Ochrony Przyrody i Jej Zasobów został zaliczony do kategorii LC (ang. least concern „najmniejszej troski”).
Jej aktualna liczebność jest niewielka na skutek długotrwałej eksterminacji prowadzonej do lat 80 XX w. Zabijano rocznie do 8000 sztuk. Dodatkowo w 1987–1988 r. wybuchła wśród fok epizootia, doprowadzając do śmierci wielu osobników. Na przełomie lat 80/90 XX w. według danych Instytutu Limnologicznego AN ZSRR populacja foki bajkalskiej liczyła 70 tys. osobników. Współcześnie szacuje się populację na 80–100 tys. sztuk.